# Telescópio anglo-australiano
O telescópio anglo-australiano (TAA ou AAT) é um telescópio de 3,9m de montagem equatorial operado pelo Observatório Anglo-Australiano e situado no Observatório de Siding Spring, Austrália, a uma altitude aproximada de 1100m. É financiado pelo Reino Unido e Austrália, estando o seu tempo de observação à disponibilidade da comunidade científica mundial.
Está equipado com vários instrumentos, entre os quais se encontram as instalações  do Two Degree Field (2dF), um posicionador robótico de fibra óptica destinado à obtenção de espectroscopias simultâneas de cerca de 400 objectos ao longo de um campo de visão de 2º; o Espectrógrafo Échelle da University College de Londres (UCLES), um espectrógrafo óptico de alta-resolução, utilizado na descoberta de planetas extra-solares; e o IRIS2, uma câmara de infravermelhos de lente grande angular e espectrógrafo.
O telescópio entrou em funcionamento em 1974 com o objectivo de permitir observações de alta qualidade do céu do hemisfério sul, uma vez que no anos 70, a maioria dos telescópios localizavam-se no Norte.
O TAA foi um dos últimos grandes telescópios a ser construído com recurso a uma montagem equatorial. Os grandes aparelhos mais recentes adoptaram, por sua vez, a mais compacta e mecanicamente estável montagem altazimutal. O TAA foi, no entanto, um dos primeiros telescópios completamente controlados por computador, estabelecendo novos estandardes em termos de mira e seguimento de astros.